# Siphona amplicornis
Siphona amplicornis is een vliegensoort uit de familie van de sluipvliegen (Tachinidae). De wetenschappelijke naam van de soort is voor het eerst geldig gepubliceerd in 1959 door Louis Mesnil. Het holotype, lengte 4 mm,  werd door Erwin Lindner in april 1952 verzameld op 2.800 m hoogte op de vulkaan Kibo in het Kilimanjaromassief tijdens een Duitse zoölogische expeditie.